# Agama caudospinosa
Agama caudospinosa is een hagedis uit de familie van de agamen (Agamidae).

## Naam en indeling
De wetenschappelijke naam werd voorgesteld door Seth Eugene Meek in 1910. Oorspronkelijk werd de naam Agama agama caudospina gebruikt. De soortaanduiding caudospinosa betekent vrij vertaald 'stekelige staart'; cauda is staart en spinosa is gestekeld.

## Uiterlijke kenmerken
De dieren zijn voornamelijk grijs en kunnen een lengte bereiken van 45 cm.

## Verspreiding en habitat
De soort is endemisch in Kenia, waar deze voorkomt bij het meer Elmenteita. De habitat bestaat uit rotsige delen van graslanden zoals kliffen en andere open streken zoals open bossen en savannen. Er is enige tolerantie voor door de mens aangepaste streken zoals steengroeven en wegbermen langs autowegen.

## Beschermingsstatus
Door de internationale natuurbeschermingsorganisatie IUCN is de beschermingsstatus 'veilig' toegewezen (Least Concern of LC).

## Ondersoorten
Agama caudospinosa wordt verdeeld in de volgende ondersoorten, met de auteur en het verspreidingsgebied.
| Naam                       | Auteur       | Verspreidingsgebied |
| -------------------------- | ------------ | ------------------- |
| Agama caudospinosa         | Meek, 1910   | Kenia (Elmenteita)  |
| Agama caudospinosa spawlsi | Wagner, 2010 | Kenia (Mount Kenya) |